# Risca
Risca is een plaats in de Welshe county borough Caerphilly.
Risca telt 11.455 inwoners.

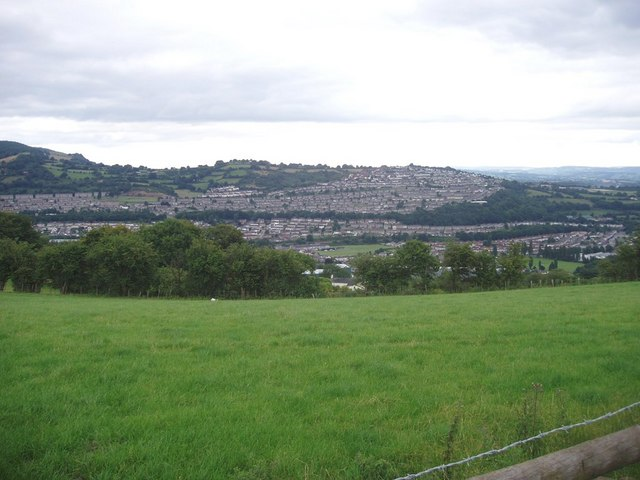
Risca
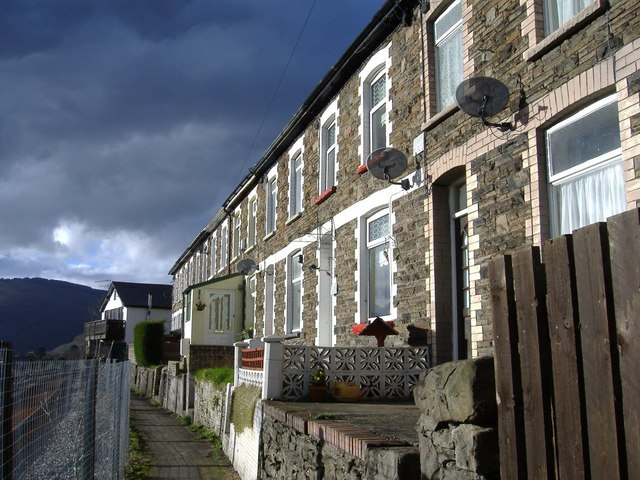
Huizen in Risca